# George Rice-Trevor, 4. Baron Dynevor

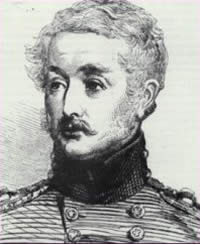
George Trevor Rice, zeitgenössisches Porträt

George Rice-Trevor, 4. Baron Dynevor (* 5. August 1795; † 7. Oktober 1869 in Great Malvern) war ein britischer Adliger und Politiker. 

## Herkunft und Jugend
Rice-Trevor entstammte der alten walisischen Familie Rhys, die ihren Namen zu Rice anglisiert hatte. Er wurde als George de Cardonell als ältester Sohn von George Talbot Rice, der zum Zeitpunkt seiner Geburt den Namen De Cardonnel angenommen hatte, und von Frances Townshend, einer Tochter von Thomas Townshend, 1. Viscount Sydney geboren. Er besuchte von 1806 bis 1812 die Westminster School und studierte ab 1812 am Christ Church College in Oxford. 1817 nahm sein Vater wieder den Familiennamen Rice an.

## Abgeordneter für Carmarthenshire
Sein Vater war der unangefochtene Führer der Tories in Carmarthenshire. Nachdem sein Sohn volljährig geworden war, setzte er durch, dass sein Sohn bei der Parlamentswahl 1820 Kandidat der Tories für Carmarthenshire wurde. George Rice gewann die Wahl, trat jedoch im House of Commons nicht hervor. Er unterstützte die Regierung und war ein Gegner der Katholikenemanzipation. Als 1823 Bürger aus Carmarthenshire wegen der großen Armut im County eine Petition an die Regierung einbrachten, verhinderte er, dass sie auch eine Wahlrechtsreform mit forderten. Als streng konservativer Politiker war er sogar dagegen, dass seine Frau ihn auf politischen Reisen begleitete. Im September 1823 erbte er von John Trevor, 3. Viscount Hampden, mit dem er über seine Großmutter väterlicherseits verwandt war, den verschuldeten Besitz Bromham in Bedfordshire, weswegen er am 28. Oktober 1824 seinen Namen in Rice-Trevor änderte. Bei den Parlamentswahlen von 1826 und 1830 wurde Rice-Trevor als Knight of the Shire wiedergewählt. Er war weiterhin streng antikatholisch und stimmte gegen die Abschaffung der Testakte, wofür er die Unterstützung der Methodisten aus Carmarthenshire erhielt. Auch als Premierminister Wellington 1829 die Katholikenemanzipation befürwortete, stimmte er weiter gegen das Gesetz. Daneben stimmte Rice-Trevor gegen eine Änderung der Corn Laws. Er setzte sich auch für eine schrittweise Abschaffung der Sklaverei ein, wofür er von Dissenters aus seinem Wahlkreis kritisiert wurde, denen diese Haltung nicht weit genug ging. 1828 setzte er gegen den Widerstand von William Powlett ein Gesetz zum Ausbau des Hafens von Burry Port durch. 1829 setzte er sich für eine nur moderate Reform der walisischen Justiz ein. 1830 unterstützte er James Crichton-Stuart, um durch eine Lockerung des Kohlezolls den Bergbau in Carmarthenshire zu fördern. Bei der Parlamentswahl 1831 verzichtete er wegen seiner zunehmenden Unpopularität zugunsten von James Hamlyn Williams auf eine neue Kandidatur, doch bei der Parlamentswahl nach der Wahlrechtsreform 1832 kandidierte er erneut und wurde wieder gewählt. Auch bei den folgenden Wahlen wurde er jeweils wieder gewählt, ehe er nach dem Tod seines Vaters am 9. April 1852 den Titel Baron Dynevor erbte. Mit dem Titel wurde er Mitglied des House of Lords und legte deshalb sein Mandat als Abgeordneter nieder. Von 1852 bis zu seinem Tod diente er Königin Victoria als Aide-de-camp. Er starb an Paralyse.

## Rolle während der Rebecca Riots
Ab November 1842 kam es in Südwestwales zu Unruhen innerhalb der verarmten Landbevölkerung, den sogenannten Rebecca Riots. Rice-Trevor war nicht nur Parlamentsabgeordneter, sondern auch Oberstleutnant der Miliz von Carmarthenshire und als Vice-Lieutenant Stellvertreter seines zu diesem Zeitpunkt schon über 77 Jahre alten Vaters, des Lord Lieutenants von Carmarthenshire. Nach einem Angriff von Aufständischen auf das Arbeitshaus in Carmarthen am 19. Juni 1843 kehrte Rice-Trevor von London nach Wales zurück, um die Ordnung wiederherzustellen. Als Aufständische auch Getreidespeicher auf seinen Besitzungen in Llandeilo niederbrannten, wurden die Unruhen auch zu seinem persönlichen Anliegen. Bereits im Juni 1843 erwog er, zur Niederschlagung der Unruhen die Armee einzusetzen. Unbekannte legten im September 1843 vor seinem Landsitz Newton House ein leeres Grab für ihn an, worauf sich Rice-Trevor mit einer militärischen Eskorte umgab. Das schließlich zur Hilfe gerufene Militär erwies sich als wirkungslos gegen die Guerilla-Taktiken der Aufrührer, erst durch Denunziationen konnten zahlreiche Aufrührer verhaftet und die Unruhen niedergeschlagen werden.

## Familie und Nachkommen
Am 27. Oktober 1824 heiratete er Frances Fitzroy, eine Tochter von General Charles FitzRoy. Er hatte mit seiner Frau fünf Töchter:
1. Hon. Frances Emily Rice-Trevor († 1863) ⚭ Edward ffolliott Wingfield
2. Hon. Caroline Elizabeth Anne Rice-Trevor (1827–1887) ⚭ Thomas Bateson, 1. Baron Deramore
3. Hon. Eva Gwenllian Rice-Trevor († 1842)
4. Hon. Selina Rice-Trevor (1836–1913) ⚭ William Lygon Pakenham, 4. Earl of Longford
5. Hon. Eleanore Mary Rice-Trevor († 1897)

Da er ohne männliche Nachkommen starb, erbte nach seinem Tod sein Cousin, Reverend Francis William Rice (1804–78), der Rektor von Fairford in Gloucestershire, den Titel Baron Dynevor sowie die Familiengüter von Dynevor und bei Kidwelly. Seine anderen walisischen Besitzungen, sein Londoner Stadthaus sowie Barrington Park in Gloucestershire vermachte er seinem Enkel Edward Rhys Wingfield, dem ältesten Sohn seiner ältesten Tochter Frances.